# Every Open Eye
Albums de Chvrches
The Bones of What You Believe
(2013) Love Is Dead
(2018)
Singles
1. Leave a Trace
Sortie : 17 juillet 2015
2. Never Ending Circles
Sortie : 12 août 2015
3. Clearest Blue
Sortie : 10 septembre 2015
4. Empty Threat
Sortie : 19 octobre 2015
5. Bury It
Sortie : 10 juin 2016

Every Open Eye est le deuxième album studio du groupe écossais de synthpop Chvrches sorti le 25 septembre 2015.
Comme son prédécesseur, The Bones of What You Believe, il est entièrement écrit, composé et produit par le groupe et enregistré dans le même studio à Glasgow (le studio Alucard). Il connaît également un succès critique et commercial.
Cinq chansons font l'objet d'un single: Leave a Trace (certifié disque d'or en Australie), Never Ending Circles, Clearest Blue, Empty Threat et Bury It, cette dernière dans une version remixée avec la participation de la chanteuse du groupe Paramore, Hayley Williams.
Le titre de l'album est tiré des paroles de la chanson Clearest Blue : « Just another time I'm caught inside every open eye »

## Liste des titres
Toutes les chansons sont écrites et composées par Chvrches (Lauren Mayberry, Iain Cook (en) et Martin Doherty (en)) sauf mentions (dans l'édition Extended).
| No  | Titre                         | Durée |
| --- | ----------------------------- | ----- |
| 1.  | Never Ending Circles          | 3:06  |
| 2.  | Leave a Trace                 | 3:57  |
| 3.  | Keep You on My Side           | 4:25  |
| 4.  | Make Them Gold                | 3:51  |
| 5.  | Clearest Blue                 | 3:53  |
| 6.  | High Enough to Carry You Over | 3:39  |
| 7.  | Empty Threat                  | 4:04  |
| 8.  | Down Side of Me               | 5:10  |
| 9.  | Playing Dead                  | 3:35  |
| 10. | Bury It                       | 3:08  |
| 11. | Afterglow                     | 3:14  |

| 12. | Get Away   | 4:40 |
| 13. | Follow You | 3:54 |
| 14. | Bow Down   | 4:38 |

| 12. | Up in Arms | 5:08 |
| 13. | Get Away   | 4:40 |
| 14. | Follow You | 3:54 |
| 15. | Bow Down   | 4:38 |

| 12. | Up in Arms                                       | 5:08 |
| 13. | Get Away                                         | 4:40 |
| 14. | Follow You                                       | 3:54 |
| 15. | Bow Down                                         | 4:38 |
| 16. | Leave a Trace (Live at Pitchfork Music Festival) | 3:57 |
| 17. | Clearest Blue (Live at Pitchfork Music Festival) | 5:20 |

| 12. | Get Away                       | 4:40 |
| 13. | Follow You                     | 3:54 |
| 14. | Bow Down                       | 4:38 |
| 15. | Leave a Trace (Four Tet Remix) | 6:49 |

| 12. | Get Away                                                   |                                | 4:40 |
| 13. | Follow You                                                 |                                | 3:54 |
| 14. | Bow Down                                                   |                                | 4:38 |
| 15. | Warning Call (Chanson du jeu vidéo Mirror's Edge Catalyst) | - Chvrches - Magnus Birgersson | 4:32 |
| 16. | Bury It (Version single featuring Hayley Williams)         | - Chvrches - Hayley Williams   | 3:08 |
| 17. | Leave a Trace (Four Tet Remix)                             |                                | 6:49 |
| 18. | Empty Threat (Big Wild Remix)                              |                                | 3:28 |
| 19. | Clearest Blue (Gryffin Remix)                              |                                | 4:19 |

- Note : Parmi les chansons ne figurant que sur les éditions spéciales ou limitées, Get Away provient du projet initié en 2014 par l'animateur de radio Zane Lowe consistant à imaginer une nouvelle bande originale pour le film Drive, réalisé par Nicolas Winding Refn[12]. Warning Call, qui apparaît sur l'édition extended sortie en septembre 2016, est une chanson composée spécialement pour le jeu vidéo Mirror's Edge Catalyst[13],[14].

## Classements hebdomadaires
| Classement (2015)                   | Meilleure place |
| ----------------------------------- | --------------- |
| Allemagne (Media Control AG)        | 20              |
| Australie (ARIA)                    | 3               |
| Autriche (Ö3 Austria Top 40)        | 24              |
| Belgique (Flandre Ultratop)         | 20              |
| Belgique (Wallonie Ultratop)        | 38              |
| Canada (Canadian Albums Chart)      | 11              |
| Écosse (OCC)                        | 1               |
| Espagne (Promusicae)                | 40              |
| États-Unis (Billboard 200)          | 8               |
| États-Unis (Top Alternative Albums) | 1               |
| États-Unis (Top Rock Albums)        | 1               |
| France (SNEP)                       | 142             |
| Irlande (IRMA)                      | 4               |
| Nouvelle-Zélande (RIANZ)            | 10              |
| Pays-Bas (Mega Album Top 100)       | 33              |
| Royaume-Uni (UK Albums Chart)       | 4               |
| Suède (Sverigetopplistan)           | 57              |
| Suisse (Schweizer Hitparade)        | 40              |

## Certifications
| Pays              | Certification | Unités certifiées |
| ----------------- | ------------- | ----------------- |
| Royaume-Uni (BPI) | Or            | 100 000           |